# Aïssa Laïdouni
Aïssa Laïdouni (arabe : عيسى العيدوني), né le 13 décembre 1996 à Livry-Gargan,,, est un footballeur international tunisien qui évolue au poste de milieu de terrain à Al-Wakrah. Il détient également les nationalités algérienne et française.

## Biographie
Né en France, Laïdouni est d'origine algérienne et tunisienne,,. Il possède de ce fait trois nationalités,,.

### Carrière en club
Formé à Angers, Laïdouni fait ses débuts avec le SCO d'Angers en Ligue 1 le 2 avril 2016, face à Troyes.
Prêté ensuite aux Herbiers puis au FC Chambly en National.
Le 14 juillet 2018, il signe au FC Voluntari en Roumanie. Il y évolue durant deux saisons, jouant 53 matchs et marquant sept buts.
Le 5 août 2020, il est transféré au Ferencváros TC en Hongrie.
Avec les champions en titres hongrois, Laïdouni prend part aux matchs victorieux en qualifications pour la Ligue des champions, avant de faire ses débuts dans la plus grande compétition européenne le 20 octobre 2020 contre le FC Barcelone de Lionel Messi.
Le 27 janvier 2023, il signe avec l'Union Berlin.

### Carrière en sélection
Sélectionnable à la fois en équipe de Tunisie et en équipe d'Algérie, Laïdouni affirme viser la sélection algérienne en 2020, alors qu'il avait été appelé vraisemblablement par la fédération tunisienne,,,,. Il est finalement appelé en équipe de Tunisie en mars 2021.
Le 16 novembre 2021, il marque son premier but en sélection contre la Zambie lors de la sixième journée des éliminatoires de la coupe du monde 2022 (victoire 3-1). Il dispute sa première compétition internationale lors de la coupe d'Afrique des nations 2021 au Cameroun.
Le 14 novembre 2022, il est sélectionné par Jalel Kadri pour participer à la coupe du monde 2022. En décembre 2023, il est retenu dans la liste des 27 joueurs tunisiens sélectionnés par Kadri pour disputer la coupe d'Afrique des nations 2023.

## Palmarès

### En club
- Champion de Hongrie en 2021 et 2022
- Vainqueur de la coupe de Hongrie en 2022

### En sélection
- Vainqueur de la coupe Kirin en 2022

### Distinctions personnelles
- Meilleur joueur du championnat de Hongrie 2020-2021[15] et 2021-2022[16]
- Membre de l'équipe type du championnat de Hongrie 2021-2022
- Homme du match contre le Danemark lors de la coupe du monde 2022[17]